# Implementación de referencia
En el proceso de desarrollo del software,  una implementación de referencia (o, menos frecuentemente, implementación de muestra o implementación de modelo) es el estándar del cual se derivan otras implementaciones y alteraciones. Una mejora de una implementación de referencia refleja una especificación que no cambia. En cambio, un intento fallido en una implementación puede probar que la especificación no es adecuada y necesita mejorar. Probando la relación entre la implementación y la especificación se mejora la eficiencia del proceso de producción: 

Una implementación de referencia es, en general, una implementación de una especificación que va a ser utilizada como una interpretación definitiva para dicha especificación (Esta definición es un poco grandilocuente pero funciona). Durante el desarrollo del ... conjunto de pruebas de conformidad, se necesita al menos una implementación de relativa confianza para cada interfaz para (1) descubrir errores o ambigüedades en la especificación, y (2) validar el correcto funcionamiento del conjunto de pruebas.

Características de una implementación de referencia: 
1. Desarrollo concurrente con la especificación y el conjunto de pruebas
2. Verificar que la especificación se puede implementar
3. Diseñar un conjunto de pruebas que funcione
4. Servir como estándar de base con la que otras implementaciones puedan ser medidas
5. Ayudar a clarificar las intenciones de la especificación en situaciones donde las pruebas de conformidad son inadecuadas

Una implementación de referencia puede o no tener calidad de producción. Por ejemplo, la implementación de referencia Fraunhofer, estándar MP3, normalmente no se compara favorablemente con otras implementaciones comunes, como LAME, en pruebas de escucha que determinan la calidad de sonido.